# Атаман (станция)
Атама́н — промежуточная железнодорожная станция Ростовского региона Северо-Кавказской железной дороги.
Расположена в станице Егорлыкской Егорлыкского района Ростовской области. Имеет 7 путей, из которых два сейчас совсем не используются. Из остальных 5 путей — один используется для отстоя списанных грузовых вагонов и лишь два — для регулярного движения и скрещения поездов. На станции имеется вокзал и бесплатный туалет. Высота станции Атаман над уровнем моря: 93 м.

## История
Станция Атаман в станице Егорлыкской появилась в 1915 году во время строительства железнодорожной линии Батайск — Тороговая (ныне — Сальск). Драматические события, связанные с подавлением контрреволюционного движения на юге России (см. Гражданская война на Дону), развивались на станции в 1919 году, в период Гражданской войны. 28 февраля революционный военный комитет Кавказского фронта выпустил директиву для первой Конной армии и правофланговых частей 10-й армии разбить укрепившиеся белогвардейские конные и пехотные соединения, занявшие Егорлыкскую и станцию Атаман, и затем продолжить продвижение на юг к узловой станции Тихорецкая. 
1 марта началось наступление первой конной армии и 20-й стрелковой дивизии красноармейцев на противника в районе станции Атаман, где сосредоточились и укрепились части первого Донского корпуса, терско-кубанские конные дивизии, пехота из добровольческого корпуса и пластунские части генерала В. М. Черенцова. Начавшийся бой носил исключительно ожесточённый характер. Белогвардейцы понесли большие потери, на станции Атаман была окончательно разбита их конница, пехота отступила, инициатива перешла к будённовцам. За героизм и умелое командование орденами Красного Знамени были награждены начальники дивизий первой Конной армии С. К. Тимошенко, О. И. Городовиков, начальник штаба 20-й дивизии Б. В. Майстрах и другие командиры.

## Пригородное сообщение по станции
| № поезда    | Маршрут движения      | № поезда    | Маршрут движения      |
| ----------- | --------------------- | ----------- | --------------------- |
| Пригородный | Ростов — Волгодонская | Пригородный | Волгодонская — Ростов |
| Пригородный | Ростов — Куберле      | Пригородный | Куберле — Ростов      |
| Пригородный | Ростов — Сальск       | Пригородный | Сальск — Ростов       |

## Дальнее следование по станции
Ранее следовали (сейчас отменены):
| № поезда | Маршрут движения   | № поезда | Маршрут движения   |
| -------- | ------------------ | -------- | ------------------ |
| 646      | Ростов — Волгоград | 645      | Волгоград — Ростов |

## Галерея

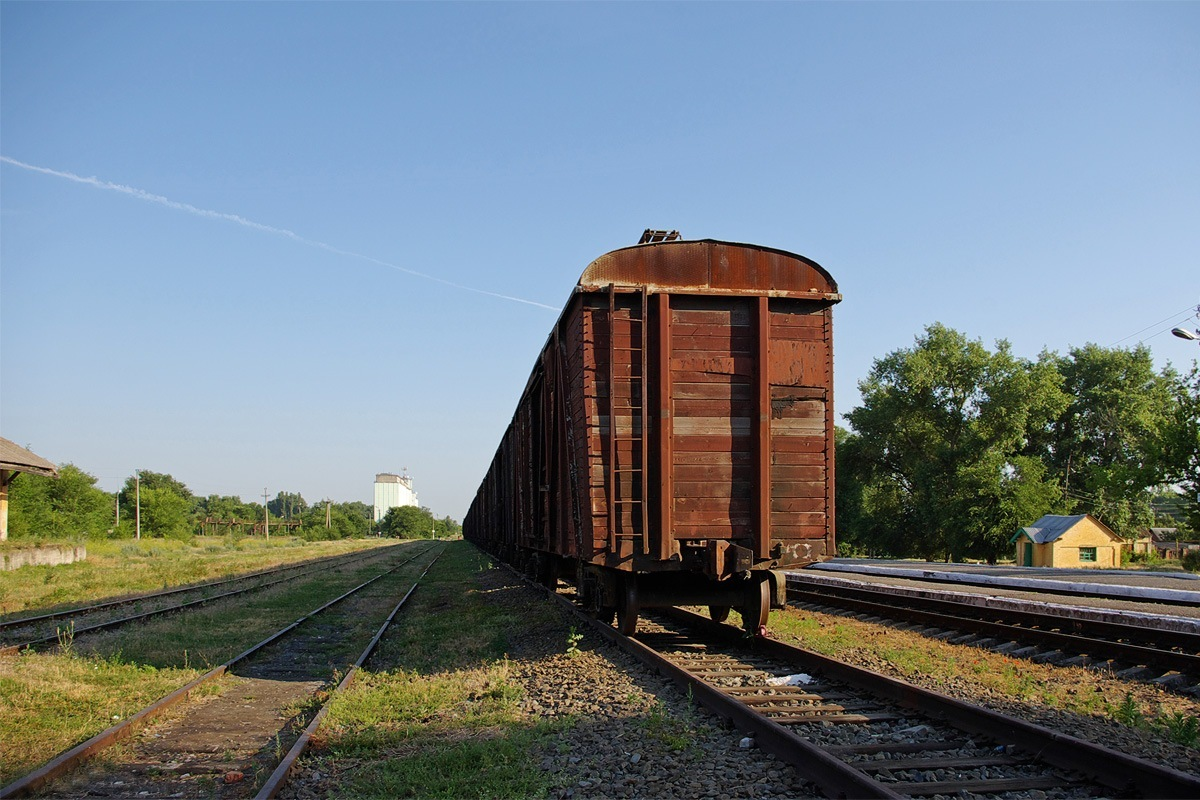
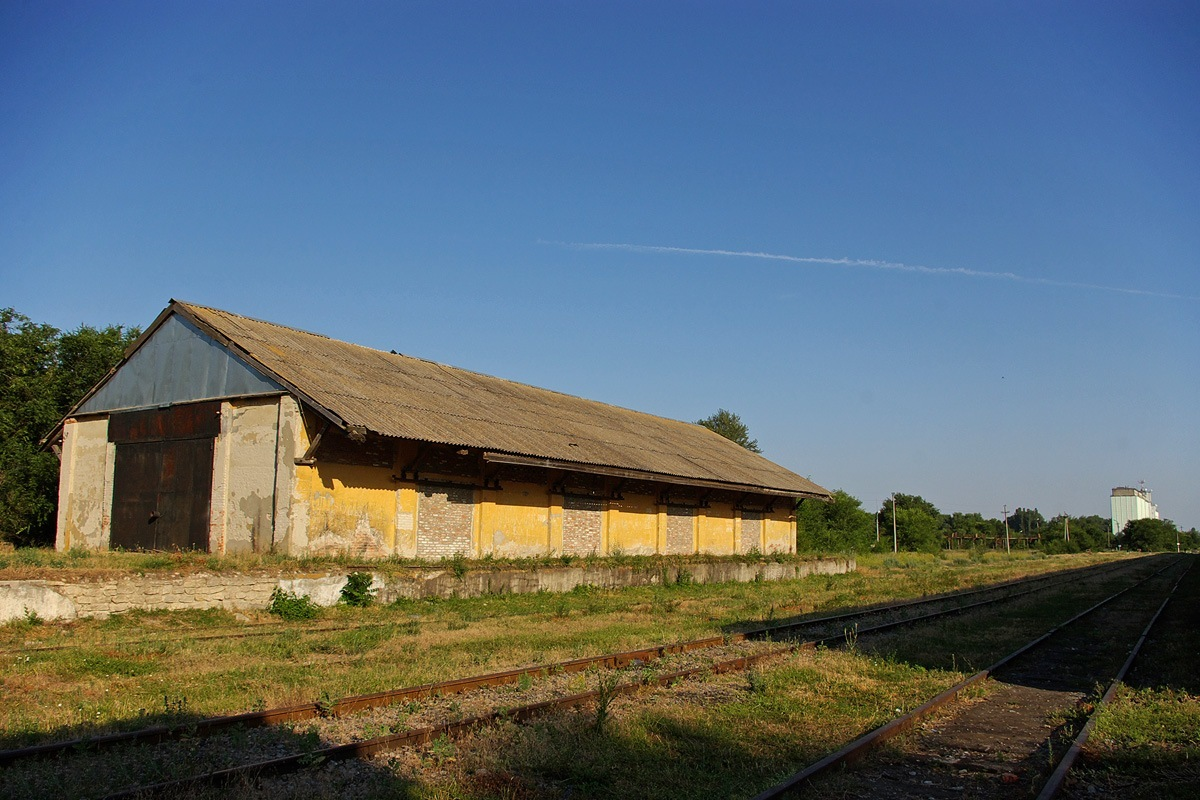
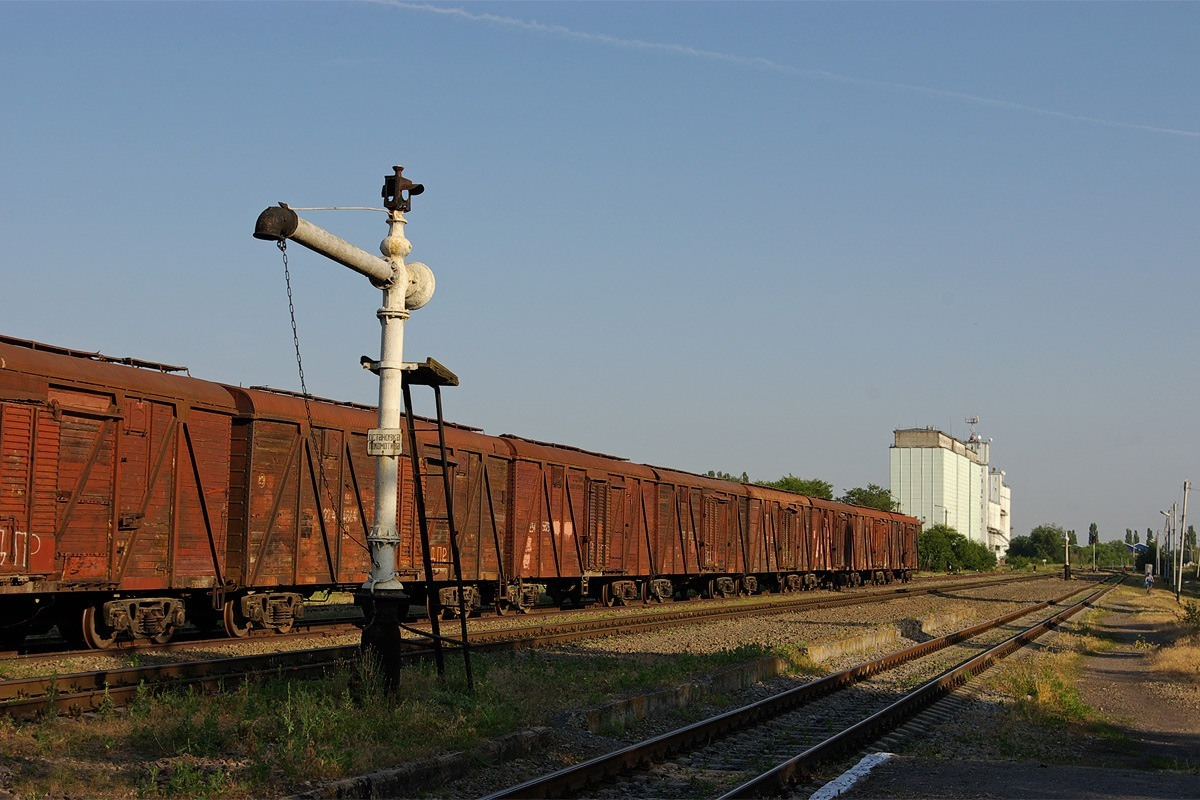
Паровозная колонка
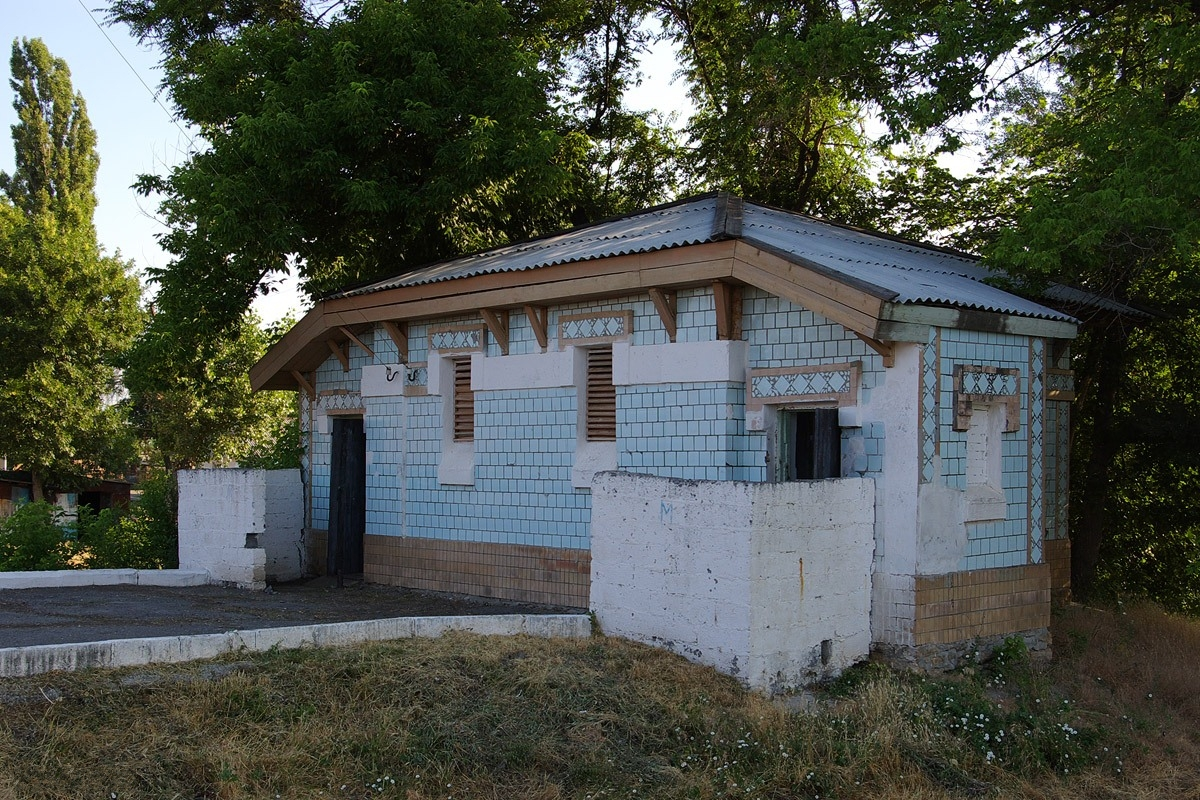
Общественный туалет